# Aleksandr Aleksandrovič Skvorcov
Aleksandr Aleksandrovič Skvorcov (in russo: Александр Александрович Скворцов; Ščëlkovo, 6 maggio 1966) è un cosmonauta, aviatore e ufficiale russo.

## Vita privata
Il padre, Alexander Skvorcov, è un ex cosmonauta selezionato nel 1965 ma che non ha mai volato nello spazio. È sposato con Elena Grigor'evna Skvorcova (Krasnikova) e hanno una figlia (Anna, 1990). Nel tempo libero gli piace fare immersioni, giocare a calcio e badminton, cacciare, pescare e viaggiare.  

## Carriera militare
Si è diplomato nella scuola superiore Nº2 della città di Moršansk, nell'Oblast' di Tambov, nel 1983, per poi laurearsi presso la Scuola di aviazione militare per piloti e navigatori di Stavropol' come pilota-ingegnere nel 1987. Da quel momento siano al momento della sua selezione come cosmonauta è stato pilota e (dal 1993) comandante di volo del 191º reggimento di aviazione con base a Efremov, nell'Oblast' di Tula. Nel 1997 si laureò all'Accademia militare di difesa aerea Georgij Žukov a Tver' come navigatore-tattico nella difesa aerea. Durante la carriera militare ha pilotato principalmente gli aerei L-39, MiG-23 e Su-27 accumulando circa 1000 ore di volo. Si è ritirato nel 2012 con il grado di colonnello e come pilota di prima Classe. 

## Carriera come cosmonauta

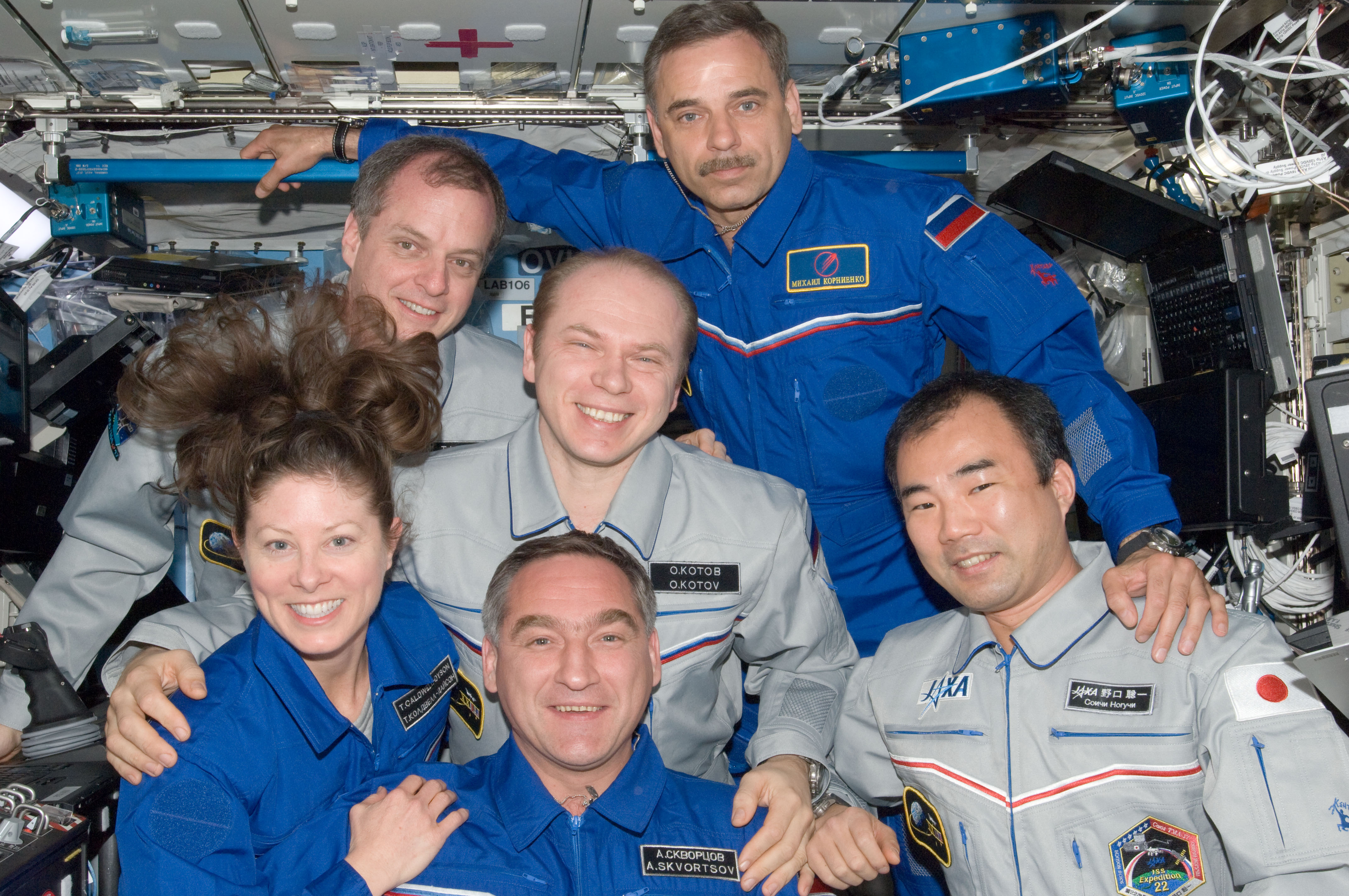
L'Expedition 23 nel Laboratorio Destiny

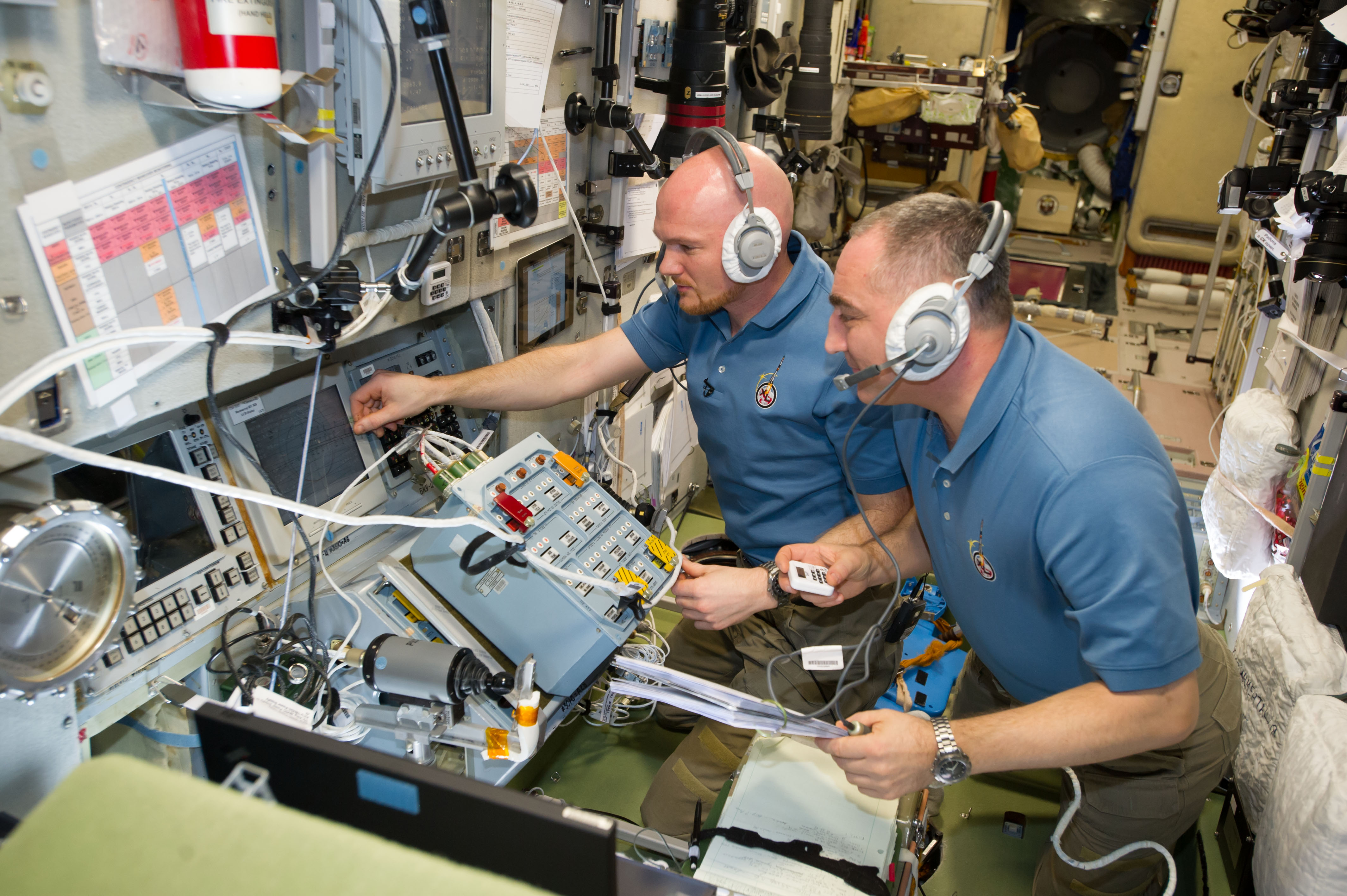
Gerst e Skvorcov dell'Expedition 40 controllano la telemetria di ATV-5 durante l'attracco

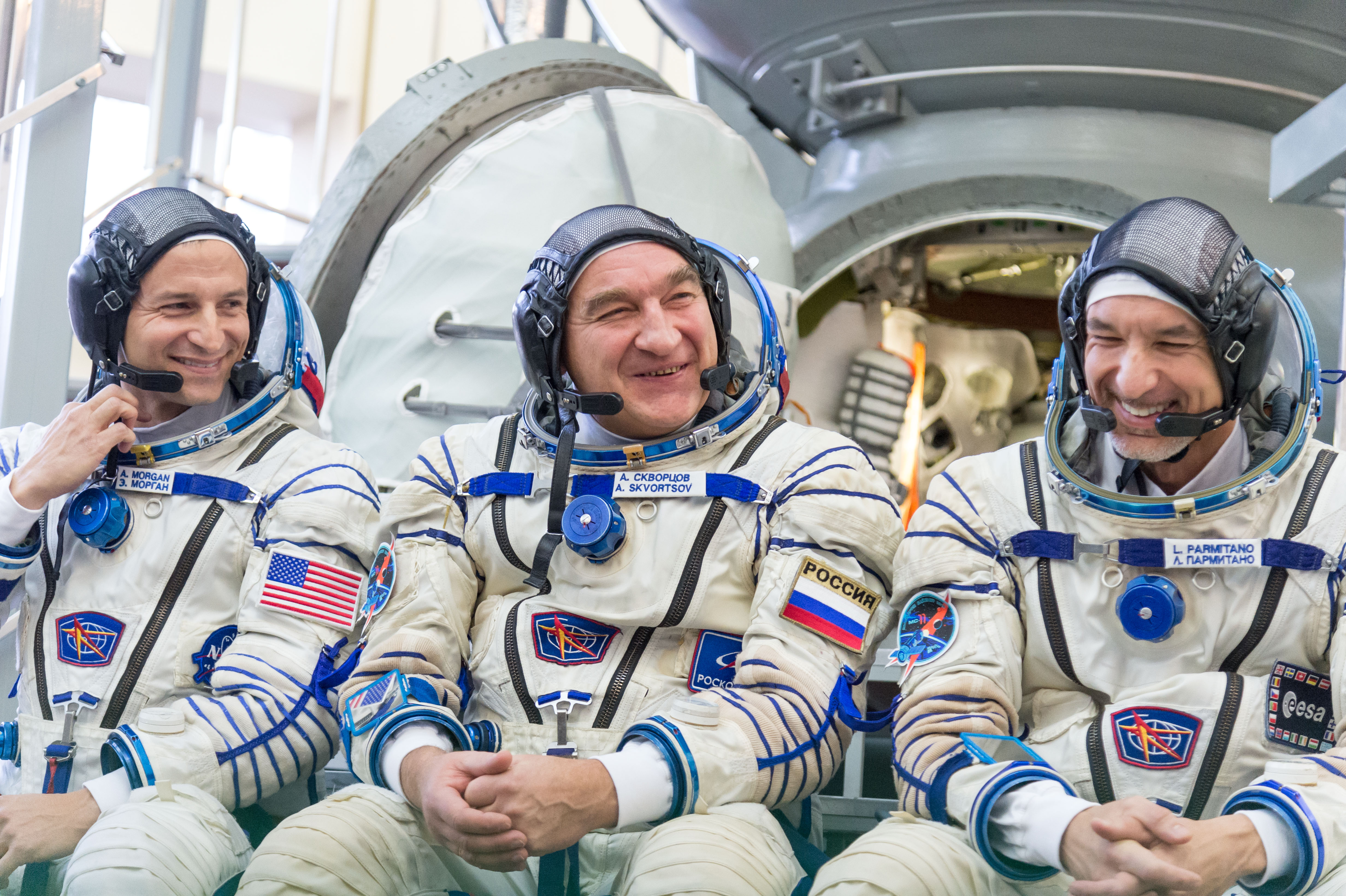
L'equipaggio della Sojuz MS-13 davanti al simulatore Sojuz MS al GCTC

Il 28 luglio 1997 è stato selezionato come candidato cosmonauta del Gruppo TsPK 12 del GCTC. Dal 16 gennaio 1998 al 26 novembre 1999, ha svolto i due anni di addestramento generale allo spazio (общекосмическую подготовку, ОКP) e il 1º dicembre è stato nominato Test Cosmonaut. All'inizio del 2000 ha iniziato l'addestramento relativo al volo a bordo della ISS, in vista di una futura missione. Il 25 gennaio 2007 ha partecipato a due giorni di esercitazione di sopravvivenza invernale nella foresta di Mosca come comandante dell'equipaggio, insieme ai  cosmonauti malesi Sheikh Muszaphar Shukor e Faiz bin Khaleed. Il 29 aprile 2022 si è ritirato dal Corpo cosmonauti di Roscosmos.

### Expedition 23/24
Il 21 novembre 2008 è stata ufficializzata dalla NASA la sua assegnazione all'Expedition 24/25. Il 1º aprile 2009, la Commissione Interdipartimentale l'ha approvato come comandante della Sojuz TMA-18, ingegnere di volo dell'Expedition 23 e comandante dell'Expedition 24. Nei primi giorni di settembre 2009 l'equipaggio di riserva della Sojuz TMA-16 (Skvorcov, Shannon Walker e la turista spaziale Barbara Barrett) ha superato gli esami di pre-volo al GCTC.  Nel 2010 si è laureato in giurisprudenza all'Accademia presidenziale russa dell'economia nazionale e della pubblica amministrazione. Il 12 marzo 2010 ha superato gli esami pre-volo insieme a Michail Kornienko e Tracy Caldwell-Dyson come equipaggio principale della Sojuz TMA-18. È partito per la sua prima missione il 2 aprile 2010 dal Cosmodromo di Bayqoñyr a bordo della Sojuz TMA-18 e due giorni dopo si è attraccato alla ISS. Il 2 giugno 2010, allo sgancio della Sojuz TMA-17 con la Stazione è diventato il comandante della ISS, ruolo che ha ricoperto per quasi quattro mesi. Il suo ritorno a Terra era previsto per il 24 settembre, dopo 175 giorni nello spazio ma è stato rinviato di un giorno per problemi al boccaporto del modulo Poisk. Il 25 settembre 2010 è atterrato con il suo equipaggio nelle steppe del Kazakistan a 35 km sud-est dalla città di Arkalyk.

### Expedition 39/40
Il 5 marzo 2014 ha completato gli esami finali pre-volo del GCTC con i colleghi Oleg Artem'ev e Steven Swanson. È partito per la sua seconda missione il 26 marzo 2014 come il comandante della Sojuz TMA-12M e ingegnere di volo per le Expedition 39/40 a bordo della ISS, alla quale si è attraccato due giorni dopo. Il 19 giugno e il 18 agosto 2014 ha svolto due attività extraveicolari (EVA) con Artem'ev. Nella prima EVA ha installato un'antenna di telemetria, controllato esperimenti esposti allo spazio aperto, preso campioni dalle finestre di Zvezda e espulso un esperimento, mentre nella seconda ha lanciato un cubesat, installati e prelevati esperimenti e aggiunto un corrimano sulla superficie esterna del Segmento russo. L'11 settembre 2014 alle 2:23 UTC, dopo 169 giorni nello spazio, Skvorcov e il resto dell'equipaggio della Sojuz TMA-12M è atterrato in Kazakistan, 149 chilometri da Zhezkazgan.
Il 6 maggio 2016 la NASA ha ufficializzato la sua assegnazione come comandante dell'equipaggio della Sojuz MS-06 (successivamente spostato alla Sojuz MS-07) ma a marzo 2017 è stato dichiarato non idoneo per un infortunato procuratosi durante l'attività sportiva ed è stato sostituito da Anton Škaplerov.

### Expedition 60/61
Il 9 febbraio 2018 Skvortsov con Luca Parmitano e Andrew Morgan come equipaggio della Sojuz MS-13 ha partecipato all'esercitazione di sopravvivenza invernale nelle foreste innevate intorno a Mosca. Il 14 novembre l'equipaggio ha superato gli esami pre-volo come squadra di riserva della Sojuz MS-11. È partito per la sua terza missione il 20 luglio 2019 a bordo della Sojuz MS-13.